# أوقستو إتش ألفاريز
أوقستو إتش ألفاريز (بالإسبانية: Augusto H. Álvarez)‏ هو مهندس معماري وأستاذ جامعي مكسيكي، ولد في 24 ديسمبر 1914 في ماردة في المكسيك، وتوفي في 29 نوفمبر 1995 في مدينة مكسيكو في المكسيك.